# The Boys (Girls’-Generation-Album)
The Boys ist das vierte Studioalbum der südkoreanischen Mädchengruppe Girls’ Generation und ihr drittes in koreanischer Sprache. Es erschien am 19. Oktober 2011.

## Veröffentlichung und Promotion
Mitte September 2011 kündigte SM Entertainment an, dass die Gruppe im Oktober mit einem neuen koreanischen Album zurückkommen werde. Den genauen Termin machte die Talentagentur davon abhängig, wie schnell sich Sooyoung von ihrem Kreuzbeinbruch erhole. Diesen erlitt sie am 28. August bei einem Verkehrsunfall.
Am 26. September 2011 wurde über die Webseite der Gruppe ein Promotionsfoto von Taeyeon veröffentlicht. Die Fotos der weiteren acht Mitglieder wurden an den drei folgenden Tagen veröffentlicht. Nachdem am 30. September das Albumcover veröffentlicht wurde, erschien am 1. Oktober der Teaser zum Musikvideo über die offizielle Website sowie Youtube und Facebook. Am 2. Oktober ließ SM Entertainment durch eine Pressemeldung bekanntgeben, dass die ursprünglich für den 5. Oktober geplante Album-Veröffentlichung verschoben werde. Der Grund dafür sei, dass man mehr Zeit brauche, um über die Marketing-Strategie für die weltweite Veröffentlichung nachzudenken. Das Album und das Musikvideo wurden nun am 19. Oktober in Südkorea veröffentlicht. Über iTunes wurde es weltweit zum Download angeboten.
Am 21. Oktober trat die Gruppe erstmals mit „The Boys“ live in der KBS-Sendung Music Bank auf.
Die US-amerikanische Interscope Records veröffentlichte The Boys zuerst als Maxi-Single digital über iTunes weltweit am 20. Dezember 2011 und dann als Album in den USA am 17. Januar 2012.

## Konzept und Musikstil
Bei dem Konzept von „The Boys“ handelt es sich um ein Märchenthema; alle neun Mitglieder verkörpern Figuren aus bekannten Märchen. Der amerikanische Produzent Teddy Riley schrieb das Lied „The Boys“. Zudem war er während der Aufnahmen in Südkorea um die Band zu unterstützen. Laut Tiffany möchte die Gruppe mit dem Titellied Girlpower repräsentieren. Das Lied zeichnet sich aus durch einige Rapstücke und eine fehlende Hookline, was ungewöhnlich ist für die Lieder von Girls’ Generation.
Nach Sooyoung ist der Kern von „The Boys“ die Tanz-Choreografie der Gruppe.
Der Text zur Ballade „How Great Is Your Love“ stammt von dem Girls’-Generation-Mitglied Sooyoung.

## Musikvideo
Das Musikvideo erschien sowohl auf Koreanisch als auch auf Englisch.

## Titelliste
| Nr. | Titel                         | Songschreiber                                                                                    | Länge |
| --- | ----------------------------- | ------------------------------------------------------------------------------------------------ | ----- |
| 1   | The Boys                      | Teddy Riley, DOM, Kim Tae-seong, Richard Garcia, Yu Yeong-jim                                    | 3:46  |
| 2   | 텔레파시 (Telepathy)          | hitchhiker, Kim Bu-min                                                                           | 3:44  |
| 3   | Say Yes                       | Kim Young-hu                                                                                     | 3:45  |
| 4   | TRICK                         | Martin Hansen, Sam McCarthy, Sarah Lundback, Jo Yun-gyeong                                       | 3:14  |
| 5   | 봄날 (How Great is Your Love) | Jean T. Na, Jenzye, Sooyoung                                                                     | 3:53  |
| 6   | My J                          | Hwang Seong-je                                                                                   | 3:51  |
| 7   | OSCAR                         | kenzie, Kim Jeong-bae                                                                            | 3:21  |
| 8   | Top Secret                    | Mathias Peter Venge, Peter Lars Wenneberg, Gabriella Jelena Jangfeldt, Sharon Vaughn, Hong Ji-yu | 2:57  |
| 9   | Lazy Girl (Dolce Far Niente)  | Thomas Troelsen, Mikkel Remee Sigwardt, Lucas Secon, Kim Tae-yun                                 | 3:04  |
| 10  | 제자리걸음 (Sunflower)        | hitchhiker, Kim Bu-min                                                                           | 3:48  |
| 11  | 비타민 (Vitamin)              | Hwang Hyeon                                                                                      | 3:07  |
| 12  | Mr. Taxi (Korean ver.)        | Allison Veltz, Paolo Prudencio, Charles M. Royc, Scott Pearson Mann, STY                         | 3:33  |

## Rezeption und Chartplatzierungen
Katherine St Asaph vom Onlineportal Popdust gab dem Titellied 3,5 von 5 Sterne. Unter anderem wurde die Choreografie als besonders positiv hervorgehoben. Die einzige Schwachstelle des Songs sei das Fehlen eines Refrains. Hwang Seon-eop vom südkoreanischen Online-Musikportal IZM bewertete das Album ebenfalls mit 3,5 von 5 Punkten. In den USA wurden von The Boys in der ersten Woche weniger als 1000 Einheiten verkauft; das Album stieg im Billboard World Album Chart auf Platz 2 ein und auf Platz 22 beim Heatseekers Chart.
| ChartsChartplatzierungen | Höchstplatzierung | Wochen |
| ------------------------ | ----------------- | ------ |
| Japan (Oricon)           | 2 (26 Wo.)        | 26     |
| Südkorea (KMCA)          | 1 (… Wo.)         | …      |
| Spanien (Promusicae)     | 64 (3 Wo.)        | 3      |
| Frankreich (SNEP)        | 130 (1 Wo.)       | 1      |

| ChartsJahrescharts (2011) | Platzierung |
| ------------------------- | ----------- |
| Südkorea (KMCA)           | 1           |

| ChartsJahrescharts (2012) | Platzierung |
| ------------------------- | ----------- |
| Südkorea (KMCA)           | 33          |

## Mr. Taxi
Am 8. Dezember 2011 erschien das Album unter dem Titel Mr. Taxi erneut. „Mr. Taxi“ ist der Titelsong des Repacked-Albums. Zudem ist zusätzliche die englische Version von „The Boys“ auf dem Album enthalten.